# Efekt Blisha
Efekt Blisha – efekt polegający na zmianie wartości współczynnika tarcia dwóch współpracujących elementów, które są poddane zmiennym naciskom, a występujący przy dobranych odpowiednio materiałach i geometrii płaszczyzn oporowych. 
Zastosowany w pistoletach i karabinach Thompson w konstrukcji zamka półswobodnego. Polegał on na odpowiednim doborze materiałów i kształtu ukośnego rygla, który przemieszczał się w prowadnicach trzona zamkowego i komory nabojowej, żeby następował skokowo proces samoodryglowania trzona w chwili, gdy w lufie obniży się ciśnienie gazów prochowych do wartości gwarantującej bezpieczne wysunięcie łuski i poprawne działanie mechanizmów broni.